# Champoluc
Champoluc (pron. fr. AFI: [ʃɑ̃pɔlyk] ) è una frazione di Ayas, nell'alta val d'Ayas, in Valle d'Aosta.

## Geografia fisica

### Territorio

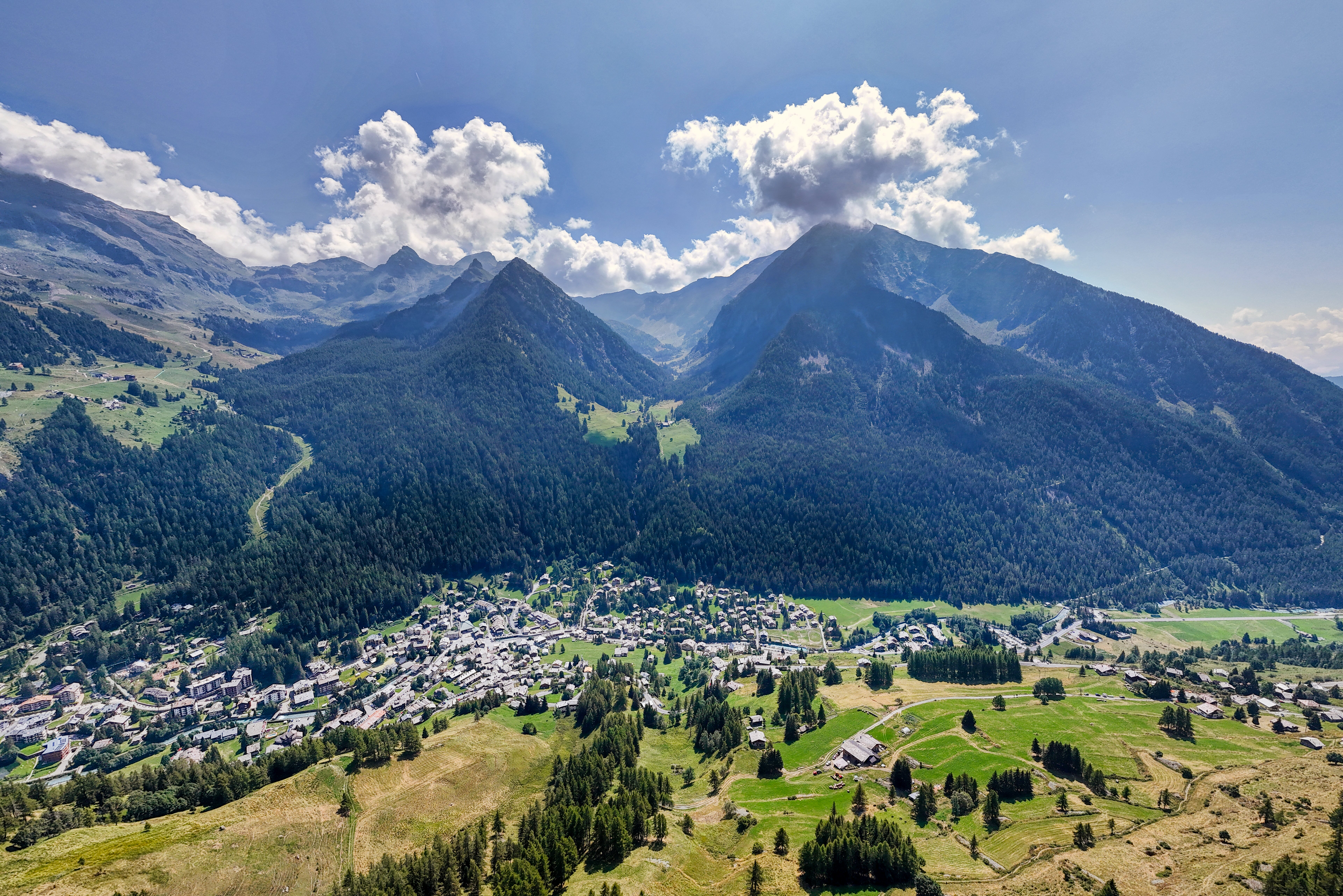
Val d'Ayas e Champoluc.

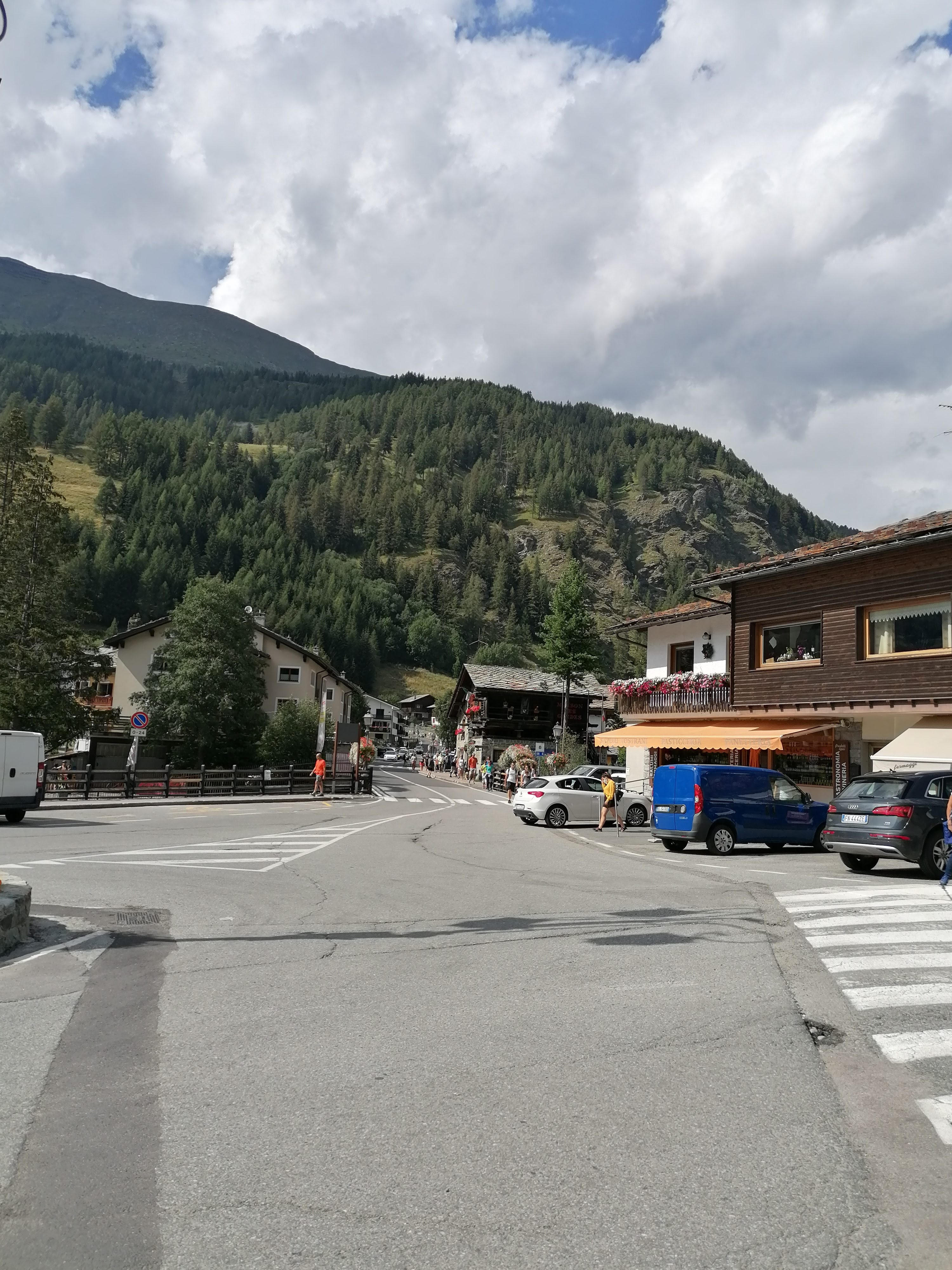
Rue des guides.

È il centro più importante della Val d'Ayas ed è situato nella parte terminale della valle stessa ad un'altezza di 1568 m s.l.m. Dopo l'abitato di Champoluc si incontrano ancora i villaggi di Frachey e Saint-Jacques des Allemandes. Ad un'altezza di 1975 m s.l.m., sopra l'abitato di Champoluc, si trova l'ampio pianoro denominato Crest, che prende nome dal villaggio di Crest, uno dei punti più importanti dell'area sciistica (esso è velocemente raggiungibile tramite un'apposita telecabina, e da esso parte un'altra cabinovia che porta all'Alpe Ostafa). La zona è ammantata da lussureggianti foreste di abeti e larici, attrezzate d'estate per effettuare passeggiate, mentre d'inverno fanno contorno alle piste da sci.

### Clima
Dal punto di vista legislativo il comune di Ayas ricade nella Classificazione climatica F in quanto i Gradi giorno della città sono 4781: non esistono quindi limitazioni né di periodo né di orario per quanto riguarda l'accensione degli impianti di riscaldamento.
Il clima, alpino, è assai rigido durante i mesi invernali, quando non sono rare temperature minime notturne di -15, specie durante le nottate serene. Le precipitazioni non sono copiose, ma nel periodo invernale cadono unicamente sotto forma di neve, ad eccezione dell'inverno 2015-2016 dove sono caduti circa 25 cm, con temperature, anche di notte, sopra lo zero di parecchi gradi (es.+6) All'inverno, segue una primavera breve, fredda e piuttosto piovosa, spesso nevosa nella prima parte fino alla metà di aprile (ma sporadiche nevicate si possono osservare fino a giugno). 
Nella primavera inoltrata, le temperature salgono in maniera considerevole, fino a raggiungere, nelle giornate più calde, i 20/22° In estate, il clima è gradevole e ventilato, con frequenti temporali diurni e massime tiepide, ma le notti sono molto fresche o addirittura fredde (a volte, si verificano gelate anche a luglio e agosto), tranne il luglio 2015, dove tra il 3 e il 10 si sono sfiorati i 28-30 gradi. L'estate non dura molto, e a settembre comincia l'autunno, anche se all'inizio si presenta come una stagione generalmente secca e soleggiata, nella seconda parte le temperature si abbassano in maniera considerevole, con abbondanti nevicate.

### Fauna

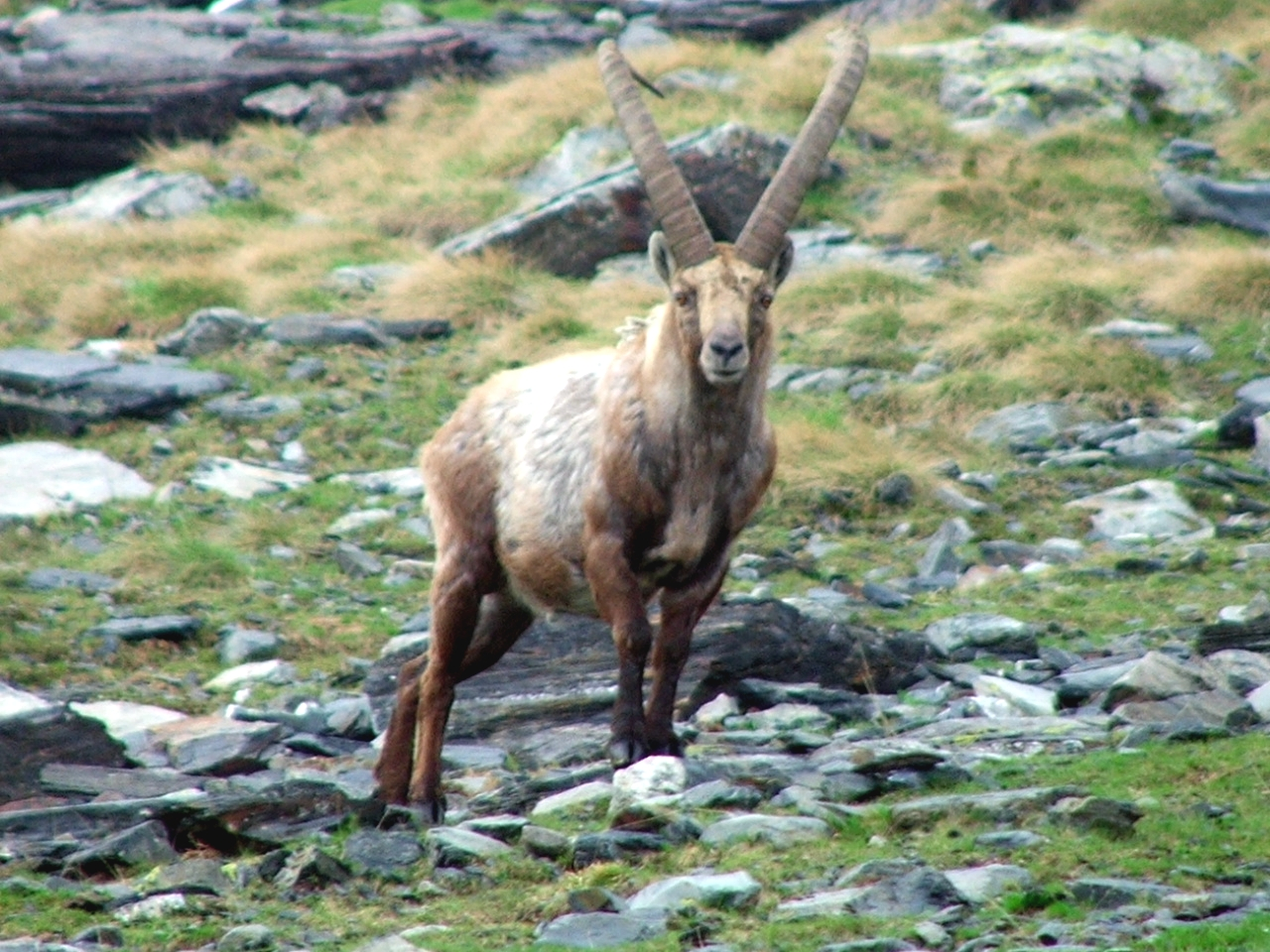
Stambecco maschio avvistato nella Val d'Ayas

A Champoluc e nel circondario si riscontra una fauna molto vasta. Molto comuni sono le volpi, gli stambecchi, i camosci, i caprioli e le marmotte. Meno comuni, ma comunque presenti, sono i cervi, le linci, lepri bianche, tassi e molte altre specie. Negli ultimi anni, come nella maggior parte delle valli della Valle d'Aosta, c'è stato anche un ritorno del lupo.

## Economia e turismo
È un'importante e rinomata stazione sciistica inserita nel comprensorio del Monterosa Ski. La sua area sciistica è infatti collegata sci ai piedi con quella di Gressoney-La-Trinité e, da qui, con il versante di Alagna Valsesia. Il punto di massima altezza del comprensorio è il Colle Bettaforca (2676 m s.l.m.) che permette l'accesso alla Valle del Lys (Gressoney).
Riveste molta importanza anche il turismo estivo grazie alla possibilità di compiere numerosissimi itinerari naturalistici ed alpinistici. Champoluc è infatti base ideale per le ascensioni al gruppo del Monte Rosa che da questo versante si presenta con il sottogruppo dei Breithorn (4165 m Occidentale, 4160 m Centrale e 4141 m Orientale) e con i gemelli del Polluce (4091 m) e del Castore (4226 m). In questo settore del massiccio visibile dal paese, prevalgono le linee morbide e le grandi formazioni glaciali (il ghiacciaio grande di Verra di 611 ettari è il secondo del Monte Rosa italiano). Le cime più alte del gruppo invece, la Punta Gnifetti 4559 m dove sorge il rifugio Margherita e la Punta Dufour 4638 m, sono rivolte in Piemonte ad Alagna Valsesia e a Macugnaga; in entrambe le località il gruppo montuoso assume sembianze davvero imponenti sia nella parete valsesiana del Monte Rosa che nella parete est del Monte Rosa, la più alta parete delle Alpi e l'unica nel sistema alpino di dimensioni himalayane.

## Lingua e cultura
Assieme al villaggio di Saint-Jacques è stata interessata nei secoli scorsi dalla cultura Walser. Infatti, localmente la testata della val d'Ayas è definita Canton des Allemands (dal francese, "il Cantone dei tedeschi").
Come nel resto della regione, anche in questo comune è diffuso il patois valdostano.

## Manifestazioni
- Festival di Champoluc
- Montagne en Rose
- Monterosa Musique
- Ayas Welcomes Summer

## Trasporti e vie di comunicazione

### Strade ed autostrade
Champoluc è raggiungibile dal resto d'Italia (provenendo da Torino) e dalla Francia e dalla Svizzera in provenienza da Aosta percorrendo l'autostrada A5 fino all'uscita di Verrès. Da qui si imbocca la SR 45 che in 27 km circa porta a destinazione.

### Linee ferroviarie
Provenendo da Torino, si arriva fino alla stazione di Chivasso dove si prende la coincidenza per Aosta (Ferrovia Aosta-Chivasso) fino alla stazione di Verrès. Da qui si utilizza un servizio di autolinee (linea Verrès - Ayas - Saint-Jacques della V.I.T.A.) fino a Champoluc.